# Marta Vieira da Silva
Marta Vieira da Silva (Dois Riachos, Alagoas, 1986. február 19. –), ismertebb nevén Marta brazil női labdarúgó csatár, aki az NWSL-ben érdekelt amerikai Orlando Pride játékosa, ezenkívül tagja a brazil női labdarúgó-válogatottnak, amely ezüstérmet nyert a 2004-es, valamint a 2008-as nyári olimpián. Őt választották meg Aranylabdásnak (MVP) a 2004-es FIFA U19-es női labdarúgó-világbajnokságon (hat gólt szerzett a tornán), ahol Brazília a negyedik helyen végzett. 2006-ban ő volt az év labdarúgója. A 2007-es női labdarúgó-világbajnokságon megnyerte az Aranylabdát, amit a legjobb játékos kap, és az Aranycipőt is, amit a gólkirálynak ítélnek oda.

## Umeå IK
Marta a 2004-es szezon előtt csatlakozott az Umeå IK-hoz. Az Umeå megnyerte az UEFA Kupát a Frankfurt ellen 8-0-s összesítéssel. Marta három gólt szerzett a két mérkőzésen. A bajnokságban azonban az Umeå a második helyen végzett, csupán egy pontra lemaradva a Djurgården-től. Érdekes módon az Umeå 106 gólt szerzett a bajnokságban, 32-vel többet, mint a győztes csapat. Marta 22 gólt jegyzett. Elveszítették a kupadöntőt 2-1-re, szintén a Djurgården ellen.
Marta második idényében az Umeå-ban 21 góllal végzett, mellyel elősegítette az Umeå meggyőző bajnoki címét, mely során nem veszítettek el egyetlen mérkőzést sem. A kupa döntőjét ismét a Djurgården nyerte meg 3-1-re Marta és a csapattársai ellen. Három héttel korábban az Umeå tönkreverte ugyanazt a csapatot a bajnokságban 7-0-ra.
2006-ban az Umeå még egyszer veretlenül nyerte meg a bajnokságot, és Marta úgy mint 2005-ben, ismét a bajnokság gólkirálya lett 21 találattal. Az Umeå megnyerte az UEFA-kupát 11-1-es összesítéssel a norvég Kolbotn FK ellen, Marta mindkét mérkőzésen eredményes volt. Sorozatban a harmadik alkalommal veszítették el a Svéd Kupa döntőjét, ezúttal a Linköpingstől kaptak ki 3-2-re.
Eddig a 2007-es szezon alatt Marta 20 gól szerzett 18 bajnoki mérkőzésen, és négy fordulóval a vége előtt az Umeå 6 ponttal vezet. Jelenleg szünet van a 2007-es női labdarúgó-világbajnokság miatt. Marta végül megnyerte a nemzeti kupát, amit az AIK 4-3-as legyőzésével érdemeltek ki egy izgalmas mérkőzésen, ahol mesterhármast szerzett, az utolsó gólja volt a győztes találat három perccel a vége előtt. Áprilisban Martaék harmadik alkalommal elveszítették az UEFA-kupát, miután kikaptak 1-0-s összesítéssel az Arsenal-tól.
Október 1-jén számos médiaforrás arról számolt be, hogy Marta átigazol a Major League Soccer-be a Los Angeles Galaxy-ba, amellyel ő lett volna az első nő, aki hivatásos férfi bajnokságban játszana, azonban a tárgyalások meghiúsultak.
Marta életét és a labdarúgással való viszonyát bemutatta egy 2005-ös svéd televíziós dokumentumfilm, a "Marta - Pelés kusin" ("Marta, Pelé unokatestvére").

## Nemzetközi pályafutása
2007. július 26-án Marta és a brazil női labdarúgó-válogatott legyőzte az USA U20-as csapatát, amivel megnyerték a Pánamerikai Játékokat a Maracanã Stadionban 68,000 néző előtt. A szurkolók összehasonlították a legnagyobb brazil játékossal, Pelé-vel, és azt a becenevet adták neki, hogy "Pelé szoknyával". Még Pelé is egyetértett az összehasonlítással. Martanak Pelé gratulált a győzelemhez, és Marta ezért rendkívül boldog volt, hogy ezt hallotta a legjobb játékostól, akit mindig is utánozott a csapatjátékában.
Marta részt vett a 2007-es női labdarúgó-világbajnokságon Brazíliával. Brazília keresztülgázolt a csoportján, megnyerte mind a három mérkőzését, Marta duplázott az első két mérkőzésen. Brazília 3-2-re nyert Ausztrália felett a negyeddöntőben szeptember 23-án. Marta szerezte a második gólt büntetőből, amivel utolérte a norvég Ragnhild Gulbrandsen-t a góllövőlistán 5 góllal. Szeptember 27-én Marta két gól szerzett a világbajnokság elődöntőjében, ahol Brazília 4-0-s győzelmet aratott az Egyesült Államok ellen, a második gólja egy látványos megoldás volt. Marta a 2007-es női világbajnokság legjobb játékosa lett, de képtelenek voltak megnyerni a világbajnokságot, mivel veszítettek Németország ellen a döntőben 2-0-a, valamint a tizenegyesüket is kivédte a német kapus. Ő lett a gólkirály és a legjobb játékos is a tornán.

## Magánélete
Három testvére van, José, Valdir és Angela. A szülei Aldário és Tereza. A kedvenc klubja a Corinthians, a kedvenc játékosa Ronaldinho és Rivaldo. A labdarúgáson kívül a kedvenc sportja a tenisz.

## Sikerei

### Klubcsapatokban
Svéd bajnok (7):
- Umeå IK (4): 2005, 2006, 2007, 2008
- Tyresö IF (1): 2012
- FC Rosengård (2): 2014, 2015

 Észak-amerikai bajnok (2):
- WPS bajnok (2):
  - Gold Pride (1): 2010
  - Western New York Flash (1): 2011

 Svéd kupagyőztes (1):
- Umeå IK (1): 2007

 Brazil kupagyőztes (1):
- Santos (1): 2009

 Svéd bajnoki ezüstérmes (1):
- Umeå IK (1): 2004

 Svéd kupa ezüstérmes (3):
- Umeå IK (3): 2004, 2005, 2006

Bajnokok Ligája győztes (2):
- UEFA-kupa győztes (2):
  -  Umeå IK (2): 2003–04, 2005–06

Libertadores Kupa győztes (1): 2009
- Santos (1): 2009

Bajnokok Ligája ezüstérmes (2):
- UEFA-kupa ezüstérmes (1):
  -  Umeå IK (1): 2006–07
- Bajnokok Ligája ezüstérmes (1):
  -  Tyresö IF (1): 2013-14

### A válogatottban
- Copa América győztes (3): 2003, 2010, 2018
- Olimpiai ezüstérmes (2): 2004, 2008
- Világbajnoki ezüstérmes (1): 2007
- Pánamerikai Játékok győztes (2): 2003, 2007
- Brazil Nemzetközi Torna aranyérmes (6): 2009,[2] 2011, 2012,[3] 2013,[4] 2014, 2015[5]
- Brazil Nemzetközi Torna ezüstérmes (1): 2010[6]

### Egyéni
Az év labdarúgója (6):
- Győztes (6): 2006, 2007, 2008, 2009, 2010, 2018
- Ezüstérmes (1): 2005

IFFHS Világ legjobb női játékosa (1): 
- 2012

Gólkirálynő (5):
- Világbajnokság (1): 2007
- Svéd bajnokság (4): 2004, 2005, 2006, 2008

Aranycipő győztes (2):
- Világbajnokság (1): 2007
- U20-as világbajnokság (1): 2004